# Ambystoma velasci
Espèce
Synonymes
- Amblystoma velasci Dugès, 1888
- Ambystoma tigrinum velascoi (Dugès, 1888)
- Ambystoma tigrinum velasci (Dugès, 1888)
- Ambystoma lacustris Taylor & Smith, 1945
- Ambystoma zumpangoensis González, Mendoza-Quijano, Mancilla & Camarillo, 1985

Statut de conservation UICN

 LC  : Préoccupation mineure
Ambystoma velasci est une espèce d'urodèles de la famille des Ambystomatidae.

## Répartition
Cette espèce est endémique du Mexique. Elle se rencontre du Nord de l'État de Chihuahua au Sud de l'État de Puebla dans la Sierra Madre occidentale, la Sierra Madre orientale et la cordillère néovolcanique.
Sa présence est incertaine aux États-Unis.

## Étymologie
Cette espèce est nommée en l'honneur de José María Velasco.

## Publication originale
- Dugès, 1888 : Erpetología del Valle de México. La Naturaleza, México, sér. 2, vol. 1, p. 97-146 (texte intégral).